# ダイケン
株式会社ダイケン（英: Daiken Co., Ltd.）は、エクステリアや建材等の金物製品メーカー。本社は大阪市淀川区に所在する。大建工業とは一切関係ない。

## 製品
収納庫、集合住宅向けポスト、自転車置場、などの外装用建材・建具金物が主力となっている。
- 笠木・水切、外装パネル
- 天井点検口、床点検口
- 集合ポスト、宅配ボックス、消火器箱
- ドアクローザー
- 自転車置場、自転車置場ルーフ、車庫、物置
- 小型灯油タンク、プロパンガス容器収納庫

など。